# Christian Frey
Christian Frey (* 25. Oktober 1957 in Heidelberg; † 9. März 2021 in Coswig (Sachsen)) war ein deutscher Drehbuchautor und Regisseur.

## Leben
Christian Frey studierte von 1979 bis 1985 politische Wissenschaft und Volkswirtschaft an der Universität Hamburg. Anschließend war er nach einem Volontariat bis 1990 beim Norddeutschen Rundfunk als Reporter und Redakteur tätig und baute von 1990 bis 1992 in Dresden ein Büro für die Hamburger DM Filmproduktion auf. Von 1992 bis 1997 war er Redakteur der Wirtschaftsredaktion beim MDR Fernsehen. Er wirkte zudem als Chef vom Dienst für die Sendungen Umschau und Plusminus. Ab 1997 arbeitete er als freier Autor, Regisseur und Produzent. Außerdem lehrte er als Dozent an der Evangelischen Journalistenschule in Berlin. Er wurde mit mehreren Fernsehpreisen ausgezeichnet.
Christian Frey starb im März 2021 und wurde auf dem Friedhof Radebeul-Ost beerdigt.

## Filmografie
- 1991: Clara Mosch oder Die schöpferische Zersetzung
- 1998: Die Waffen-SS – Hitlers Schwarzer Orden
- 1999 – 2001: Die Geschichte Mitteldeutschlands
- 2002: Die SS 2005: Der Sturm
- 2006: Die großen Diktatoren
- 2006: Die großen Kriminalfälle
- 2007: Die Wehrmacht – Eine Bilanz 2011: Geheimnisse des Dritten Reiches
- 2012: Geheimnisse des Zweiten Weltkrieges
- 2012: Weltenbrand
- 2015: Die Suche nach Hitlers Volk – Deutschlandreise '45
- 2015: Wir die Geiseln der SS
- 2016: Stille Retter (NDR, Arte)
- 2017: Leningrad Symphonie
- 2020: Extremismus in Deutschland – Gefahr von rechts und links (mit Rainer Fromm)
- 2020: Die Welt der Clans – Verbrechen, Macht und Ehre

## Auszeichnungen
- 1992: Bayerischer Fernsehpreis für die Dokumentation „Clara Mosch – oder die schöpferische Zersetzung“
- 2001: Bayerischer Fernsehpreis für die Mitwirkung an der ARD-Reihe „Die Vertriebenen“
- 2013: World Gold Medal des New York Film Festivals für „Weltenbrand“[4]
- 2017: Deutsch-Französischer Journalistenpreis für „Stille Retter“ (gemeinsam mit Susanne Wittek)[4]